# Понятовский, Станислав (1676)
Станислав Понятовский (15 сентября 1676 — 29 августа 1762) — государственный и военный деятель Речи Посполитой, дипломат и дворянин из рода Понятовских. Подстолий великий литовский (1722), подскарбий великий литовский (1722—1731), воевода мазовецкий (1731—1752) и каштелян краковский (1752—1762), генерал литовской артиллерии (1707—1709), генерал шведской кавалерии и генерал-лейтенант польской армии, региментарь великий коронный (с 1728 года). Староста войницкий и любельский.

## Биография
Представитель шляхетского рода Понятовских герба Циолек. Понятовский родился 15 сентября 1676 года в селе Хойник, Малопольское воеводство. Он был вторым сыном маршалка вышегрудского и ловчего подляшского Франтишека Понятовского (1651—1691) и Елены Неверовской (ок. 1656—1732), хотя слухи, которые ходили о его происхождении, утверждали, что он был сыном гетмана Яна Казимира Сапеги и неизвестной еврейской женщины, которого позже забрал себе Францишек.
Он получил начальное образование в Кракове в Краковском университете или в школе Новодворских. В 13 лет его отправили в Вену, столицу Австрийской империи, где он провел два года, а потом отправился в Сербию, добровольно вступив в императорские войска, которые сражались против Османской империи в годы Великой Турецкой войны. Он служил адъютантом у Михала Франтишека Сапеги, а позже командовал отрядом кирасиров. Он был участником Битвы при Зенте в 1697.
После подписания договора в Карловице 1699 года, который положил конец войне, он вернулся в Литву. Вернувшись домой, он женился на Терезе Войнянке-Ясинеке. Этот брак из-за смерти Терезы продлился недолго, но повысил статус Понятовского. В 1700 году он принял участие в гражданской войне в Литве на стороне Сапегов в битве под Олькениками. Там был схвачен в плен, но ему удалось бежать, и позднее он служил в качестве эмиссара Сапегов у шведского короля Карла XII.

## Карьера
На протяжении своей карьеры Станислав Понятовский служил в различных войсках, в основном в шведских и польско-литовских. Был на разных государственных должностях, в том числе он был назначен великим подстолием литовским, великим подскарбием литовским в 1722 году, воеводой мазовецким в 1731 году, региментарем Коронной армии в 1728 году и каштеляном краковским в 1752 году. На протяжении всей своей жизни он занимал должности старосты нескольких староств.
Понятовский активно участвовал в политике Речи Посполитой и был видным членом Фамилии, фракции, возглавляемой семьей Чарторыйских. В ряде случаев он был на службе у Станислава Лещинского — главного соперника Августа II на престол Польши. Отслужив у Лещинского в качестве офицера и посланника во время Северной войны, Понятовский позже перешёл к пророссийскому Августу II. Впоследствии во время войны за польское наследство он вернулся к Фамилии, первоначально поддержавшей Лещинского. Позже он пошел на перемирие с Августом III и в конечном итоге стал одним из главных советников нового короля.
Пятый сын Понятовского, Станислав Август Понятовский, правил как последний король Польши с 1764 по 1795 год, когда он был свергнут в результате третьего раздела Польши Российской, Австрийской империями и Королевством Пруссия. Его внук, князь Юзеф Понятовский, был польским генералом, а затем Маршалом Первой Французской империи при Наполеоне I.

## Семья
Станислав Понятовский был дважды женат. Его первой женой была Тереза Войно-Ясенецкая (ум. после 1710), от брака с которой детей не имел.
14 сентября 1720 года вторично женился на княжне Констанции Чарторыйской (1695—1759), дочери каштеляна виленского и великого подканцлера литовского князя Казимира Чарторыйского (1674—1741) и Изабеллы Эльжбеты Морштын. Дети:
- Казимир Понятовский (1721—1800) — великий подкоморий коронный и генерал польских войск;
- Франтишек Понятовский (1723—1749) — каноник и пробст краковский, канцлер гнезненский;
- Александр Понятовский (1725—1744) — адъютант принца Карла Лотарингского.
- Людвика Мария Понятовская (1728—1781) — жена с 1745 г. воеводы подольского Яна Якуба Замойского (ум. 1790);
- Изабелла Понятовская (1730—1808) — 1-й муж с 1748 г. великий гетман коронный Ян Клеменс Браницкий (1689—1771), 2-й муж воевода мазовецкий Анджей Мокроновский (1713—1784).
- Станислав II Август Понятовский (1732—1798) — староста пшемысльский (1753), великий стольник литовский (1755), последний король Речи Посполитой (1764—1795);
- Анджей Понятовский (1734/1735-1773) — австрийский генерал-лейтенант и фельдмаршал, князь Священной Римской империи.
- Михал Ежи Понятовский (1736—1794) — епископ плоцкий и коадъютор краковский (1773), архиепископ гнезненский и примас Польши (1784—1794).